# Steel and Glass
Steel and Glass è un brano musicale di John Lennon, pubblicato nel suo album Walls and Bridges del 1974. Tetra canzone folk, è stata spesso interpretata come un attacco personale da parte di Lennon nei confronti dell'ex manager dei Beatles Allen Klein.

## Il brano
(John Lennon, 1980)

### Origine e storia
Anche se Lennon non ammise mai che Steel and Glass parlasse di Klein, la canzone viene generalmente interpretata da critici e fan come un attacco a lui indirizzato. Tuttavia, nonostante i dissidi contrattuali e le cause legali, Lennon rimase in buoni rapporti con Allen Klein per gran parte degli anni settanta. A posteriori Lennon disse nel corso di un'intervista: «In realtà non parla di una persona in particolare, ma di poche persone e, come un romanziere, se sto scrivendo su qualcosa di diverso da me, uso altre persone che conosco o che non conosco come esempi. Se voglio scrivere una canzone "depressa", dovrei ricordarmi di essere giù, e quando scrissi Steel and Glass ho usato varie persone e oggetti come ispirazione. Se avessi elencato chi fossero, sarebbero solo poche persone e rimarresti sorpreso. Ma in realtà non si tratta di nessuno. Sono dispiaciuto di dirtelo, perché rovina il divertimento. Vorrei che tutti pensassero: "Di chi parla?" e provassero a scoprirlo. Di sicuro, non parla di Paul, e non parla di Eartha Kitt... »
Nonostante tutto, alcuni commentatori fecero notare la frase del testo che recita: «You're mother left you when you were small / But you're gonna wish you wasn't born at all» ("Tua madre ti ha lasciato quando eri piccolo / Ma tra poco vorrai non essere mai nato"), come un evidente (e crudele) riferimento allo stesso Allen Klein, che infatti aveva perso la madre quando aveva 1 anno. A questo proposito, è bene ricordare che anche Lennon aveva perso la madre in giovane età. Anche il titolo stesso del brano, Steel and Glass, traducibile in italiano con le parole "acciaio e vetro", è stato interpretato come un velato riferimento al palazzo che ospitava la società di Klein, la ABKCO, un grattacielo situato al n. 1700 di Broadway.

### Registrazione
Nel 1973, prima dell'inizio della lavorazione di Mind Games, John Lennon registrò un nastro demo acustico di Steel and Glass. Mentre l'idea di Lennon prendeva forma, a questo stadio di lavorazione il pezzo si basava ampiamente su un unico accordo di pianoforte, ma il testo non era ancora quello definitivo. Prima di registrare Walls and Bridges nel luglio 1974, Lennon trascorse circa dieci giorni occupato nella pre-produzione del materiale scelto per il disco ai Sunset Studios e al Record Plant East di New York. Durante questo lasso di tempo, egli incise alcuni brani con i musicisti che aveva reclutato per le sessioni, uno di questi, fu appunto Steel and Glass.
Lennon ammise a una stazione radiofonica di Detroit, durante un'intervista del 1974, di aver riciclato qualche "lick" di una "certa" canzone, in risposta alla provocazione dell'intervistatore che voleva fargli notare la somiglianza tra Steel and Glass e la più celebre How Do You Sleep?, altra sua canzone astiosa e vendicativa, in quel caso indirizzata a Paul McCartney.

## Pubblicazione
Steel and Glass venne pubblicata come nona traccia dell'album Walls and Bridges, uscito il 26 settembre 1974 negli Stati Uniti e il 4 ottobre 1974 nel Regno Unito. Una versione alternativa di Steel and Glass è stata inclusa nella raccolta postuma Menlove Avenue, pubblicata nel 1986. La take 8 fu invece inserita nel box set John Lennon Anthology del 1998. La take 9 fu il nastro master scelto per Walls and Bridges.

## Accoglienza
In una recensione contemporanea di Walls and Bridges, Ben Gerson di Rolling Stone trovò che Steel and Glass fosse "noiosa e inutile". Scrivendo per la stessa rivista nel 2010, invece David Fricke indicò Steel and Glass come uno dei capolavori più sottovalutati di Lennon, e paragonò il suo tono nella canzone al sibilo di un serpente.
Stephen Thomas Erlewine di AllMusic definì Steel and Glass uno dei "momenti migliori" di Walls and Bridges, lodando la maniera nella quale Lennon apre le proprie emozioni all'ascoltatore.

## Cover
Il brano è stato reinterpretato dal gruppo rock statunitense Candlebox nell'album tributo Working Class Hero: A Tribute to John Lennon. Anche il gruppo anglo-svedese Alberta Cross ha inciso una cover della canzone.

## Formazione
- John Lennon – voce, chitarra acustica
- Nicky Hopkins – pianoforte
- Jesse Ed Davis – chitarra elettrica
- Eddie Mottau – chitarra acustica
- Ken Ascher – clavinet
- Klaus Voormann – basso
- Arthur Jenkins – percussioni
- Jim Keltner – batteria
- Bobby Keys, Steve Madaio, Howard Johnson, Ron Aprea, Frank Vicari – corno francese